# Notvorstand
Der Notvorstand bezeichnet einen Vorstand oder Vorstandsmitglieder, die ein Gericht einsetzt, damit die Körperschaft (wieder) ordnungsgemäß besetzt ist. Der Notvorstand führt wie ein ordentlicher Vorstand (oder ein ordentliches Vorstandsmitglied) die Körperschaft, ist jedoch gehalten, die „Not“ zu beseitigen und für eine ordentliche Besetzung des Vorstands zu sorgen.

## Vereinsrecht
Der Notvorstand ist zivilrechtlich im Vereinsrecht entwickelt worden. Gem. § 29 BGB ist ein Notvorstand zu bestellen, soweit die notwendigen Mitglieder des Vorstands zur ordentlichen Vertretung des Vereins (§ 26 Abs. 1 S. 1 BGB) fehlen. Zudem muss es einen Eilbedarf geben („in dringenden Fällen“).
Entsprechend kann auf Antrag (formfrei, § 23 Abs. 1 FamFG) jedweder Person mit einem Interesse an der Vorstandsbestellung beim zuständigen Registergericht am Sitz des Vereins ein Antrag gestellt werden mit dem Grund, der Vorstand sei nicht ordentlich besetzt. Aus welchem Grund der Vorstand nicht ordentlich besetzt ist, ist dabei unerheblich. Es kann auch eine vorübergehende Verhinderung, § 34 BGB, sein oder ein Fall des Insich-Geschäftes, § 181 BGB.
Das Gericht soll nur in dringenden Fällen eingreifen. Dringlich ist ein Fall, wenn dem Verein ein Schaden droht oder sofortiges Handeln geboten ist.
Zuständig ist der Rechtspfleger, § 3 Abs. 1 Nr. 1 a RPflG.

## Stiftungsrecht
Auch bei Stiftungen kann es zu einem vergleichbaren Fall wie bei einem Verein kommen. Da der Vorstand einer Stiftung teilweise auch nicht von Mitgliedern neu gewählt oder ersetzt werden kann (beispielsweise wenn der Vorstand kooptiert), wird § 29 BGB über § 86 BGB auch für Stiftungen angewandt.
Bei Stiftungen sind im Übrigen noch die Stiftungsgesetze der Länder zu beachten, die die Bestellung von Notvorständen behandeln. So sieht bspw. § 13 StiftG SH vor, dass die Stiftungsaufsicht Vorstandsmitglieder abberufen kann und die Ernennung neuer Vorstandsmitglieder verlangen kann.

## Aktiengesellschaften
Die Bestellung eines Notvorstands für Aktiengesellschaften richtet sich nach § 85 AktG und entspricht der Regelung für Vereine.